# Pericoma kabulica
Pericoma kabulica är en tvåvingeart som beskrevs av Wagner 1979. Pericoma kabulica ingår i släktet Pericoma och familjen fjärilsmyggor. Inga underarter finns listade i Catalogue of Life.